# إبراهيم بن أبي بكر التوني
إبراهيم بن أبي بكر التوني الصالحي هو عالم فقه حنبلي، نسبته إلى قرية تونة بجوار مدينة دمياط المصرية.

## كتبه
له (مجمع الطرقات في بيان قسمة التركات - خ) بخطه سنة ١٠٩٢ في الأزهرية